# モノクロニウス
モノクロニウス（Monoclonius）は、中生代白亜紀後期の北アメリカ大陸に生息していた角竜。鼻に1本の角が伸びているのが特徴で一角竜とも呼ばれている。古くから知られている有名な角竜だが、この名前はあまり使用されなくなりつつある。

## 外見と分類
1877年に、アメリカの古生物学者エドワード・ドリンカー・コープは、モンタナ州で発見された断片的な化石を元に、新属 Monoclonius を設立し、新種 M. crassus を記載した。この時点では、角のある恐竜、角竜の本格的な化石はまだ知られておらず、化石も不完全であったため、コープは、モノクロニウスをハドロサウルス科の仲間だと考えていた。
その10年後、別の角竜の化石の発見がきっかけとなって、モノクロニウスも正しく角竜として復元されることになった。角竜の化石は、その後も継続して発見され、いくつかの新しい属が記載され、モノクロニウス属にもコープ自身によりさらに2種が、また、古生物学者ローレンス・ラムによっても3種が記載された。1904年に、ラムは、不完全だが比較的特徴がよく保存された化石を元に新属セントロサウルス Centrosaurus を設立し、C.apertus を記載した。セントロサウルス属は、これまでに記載されてきたモノクロニウス属と一見するとよく似ていたが、後頭部に広がるフリルの後端の形状などに特徴があり、比較すれば明確に区別ができた。
こうして、セントロサウルスとモノクロニウスはどちらも属内の種数を増加させてゆくが、化石の研究が進むにつれ、コープとラムがモノクロニウス属として記載した種の一部は、別属で、新しい属を設立して独立させることになった。
モノクロニウスとセントロサウルスが本当に別の属なのかどうかも、まだ議論の余地があった。両方とも有効な属とする説がある一方で、セントロサウルスはモノクロニウスの新参シノニムであり、無効だとする説があり、さらに、両者とも有効な学名、ただし、セントロサウルスはモノクロニウスの亜属である。とする説もあった。1990年に、角竜を専門に研究してきたピーター・ドッドソンは、モノクロニウス属の模式種、 M. crassus の、模式標本、すなわち、コープが最初に記載した標本を再調査した。その結果、模式標本がきわめて断片的で、不完全でばらばらなため、他の標本との比較参照をすることが困難であるとした。
セントロサウルス属とモノクロニウス属との関係を明らかにするには、模式種の模式標本を参照する必要がある。しかし、標本があまりに不完全だとそこから比較するための情報を得ることはできない。セントロサウルス属の模式標本は属を規定するはっきりした特長をもつが、モノクロニウス属を代表するはずの不完全な標本からは、比較のための情報は得られなかった。さらに、モノクロニウス属に残っている他の種のうち、頭骨などを比較できる標本は、成長途中の幼体か、若令個体であり、既知のセントロサウルスなどの別属、あるいは未知の複数の新しい属のものだということが判明していた。
ドッドソンは、M.crassus の再記載を行い、コープが記載した標本のうち、不完全な頭骨のフリルを新模式標本に指定しなおしたが、最終的に Monoclonius は、不適格名（有効性について論じる以前に、記載条件を満たしていないなどの理由で、学名として扱えない名前）ではないにせよ「疑問名（不適格と結論しないが、種の特徴が無い標本に基づくため、事実上他との比較が不可能な、あいまいな名前）とせざるをえない」と結論した。
古生物学者の中には、モノクロニウスは不適格名として退ける意見もある。今後、「モノクロニウス的」な化石が発見されたとしても、それにモノクロニウスの名を与えることはほぼ不可能である。